# Blacha (Adelsgeschlecht)

Wappen derer von Blacha

Blacha ist der Name eines alten schlesischen Adelsgeschlechts. Das Stammhaus war Lubie im Herzogtum Tost in Oberschlesien bzw. in der heutigen Woiwodschaft Schlesien.

## Geschichte

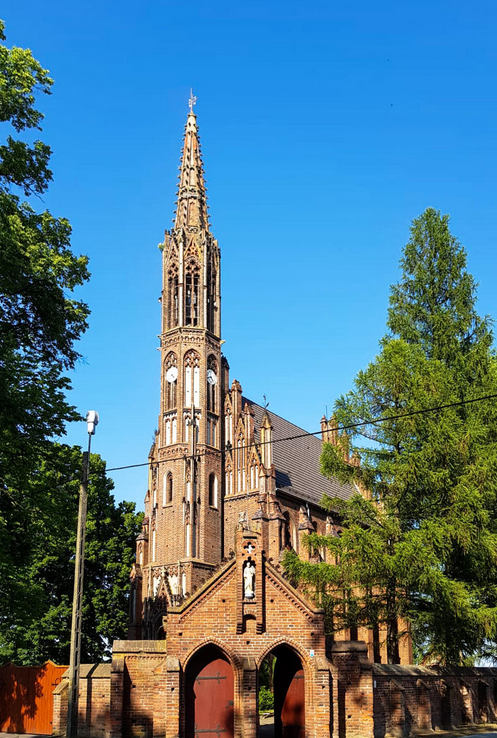
Mater Dolorosa Kirche in Thule

Friedrich Wilhelm von Blacha

Maria Theresia Josefa Franziska Barbara von Blacha

Die Blachas wurden in Freiherrn von Abschatz’ „Bardenliede“ mit dem Namen Plach zu den alten Rittern der Quaden und Lygier gezählt. Zuerst urkundlich erwähnt wurde 1466 Nikolaus v. Blacha. Ihm wurde 1477 durch Herzog Przemislaus III Teschen-Tost Lubie verliehen. In den folgenden Jahrhunderten erlangten sie weiteren Grundbesitz in Schlesien, z. B. in Rybna, Bobrek, Gohle, Thule, Borkewitz, Marienfeld, Stradam, Ober-Bögendorf bei Schweidnitz, Kobyllno usw. Viele Blachas dienten den Herzögen von Schlesien und den Königen von Preußen. Sie waren Landräte, Assessoren, Prälaten, Domherren, Kanoniker und Offiziere im preußischen sowie österreichischen Regimentern. Die Familie von Blacha (und Lubie) verzweigte sich in eine römisch-katholische und lutherisch-evangelische Linie.

## Namensträger
- Friedrich von Blacha und Lubie, Herr auf Ryba, 1720 Landrechts-Beisitzer und Landschreiber der freien Standherrschaft Beuthen
- Carl Friedrich von Blacha (1696–1776), erster Landrat im Landkreis Rosenberg O.S.
- Franz von Blacha (1728–1797), Landrat von 1790 bis 1797 im Kreis Lublinitz[3]
- Leopold von Blacha (1772– ), 1806 Leutnant im Infanterie-Regiment Nr. 22 in Stargard und Altendamm in Pommern, Freimaurer[4] in den Logen zur goldenen Krone 1802[5] und Julius zur Eintracht 1805.
- von Blacha, Major des Kgl. Preuß. Schlesischen Ulanen Regiments im Einsatz bei der Völkerschlacht von Leipzig am 14.–19. Oktober 1813[6][7]
- Friedrich Wilhelm von Blacha (ca. 1770 – 13. September 1837), Rittergutsbesitzer auf Bögendorf/Schweidnitz, Tochter Maria Theresia Josefa Franziska Barbara von Blacha (8. Dezember 1822 – 25. August 1898)[8], Großvater bzw. Mutter von Arthur von Studnitz
- Jakob von Blacha (1790–1856), österreichischer Major[9]
- Eduard von Blacha (1812–1860), Gutsherr von Thule, Erbauer der Mater Dolorosa Kirche in Thule 1854[10]
- Ivo von Blacha (1820–1882), Stabsoffizier im Rang eines Majors im österreichischen 56. Galizischen Infanterie-Regiment[11]

## Wappen
Das Stammwappen zeigt ein gespaltener Schild, dessen rechte Seite rot , darinnen eine weiße Lilie, der linke Teil silberrot, darinnen eine weiße Lilie. Zwischen diesen Lilien in der Mitte ein Pfeil, mit wechselnden Farben, halb rot im weißen, halb weiß im roten Felde. Den Helm durchsticht ein roter Pfeil.

Wappen von Blacha, evangelische Linie
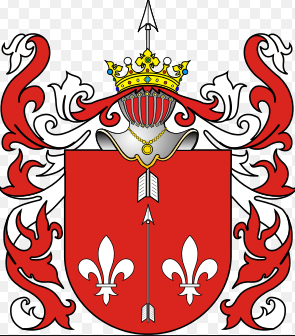
Wappen von Blacha und Lubie, katholische Linie
Wappen von Blacha